# Барвик (Поморське воєводство)
Барвик (пол. Barwik, нім. Barwick) — село в Польщі, у гміні Пшодково Картузького повіту Поморського воєводства.
Населення — 484 особи (2011).
У 1975-1998 роках село належало до Гданського воєводства.

## Демографія
Демографічна структура станом на 31 березня 2011 року:
|          | Загалом | Допрацездатний вік | Працездатний вік | Постпрацездатний вік |
| -------- | ------- | ------------------ | ---------------- | -------------------- |
| Чоловіки | 232     | 53                 | 156              | 23                   |
| Жінки    | 252     | 77                 | 130              | 45                   |
| Разом    | 484     | 130                | 286              | 68                   |